# Luis Moulian
Luis María Moulian Emparanza (25 de enero de 1945-5 de septiembre de 2001) fue un historiador chileno y profesor de la Universidad de Chile; padre del exejecutivo de Canal 13 Vasco Moulian y hermano del sociólogo Tomás Moulian. Padre de Daniela Moulian Sánchez.
Durante la dictadura militar de Pinochet estuvo exiliado en la República Democrática Alemana. Tras su regreso al país en 1990 retomó sus actividades académicas. Apoyó varias investigaciones de María Angélica Illanes, estuvo cercano a varios historiadores debido a sus constantes visitas a la Biblioteca Nacional y realizó investigaciones propias, como su reconstrucción histórica del debate académico sobre la Independencia de Chile.
Colaboró con regularidad en revistas como Encuentro XXI, Alamedas y Mapocho (perteneciente a la Biblioteca Nacional). Fue uno de los principales impulsores, junto a Luis Vitale, de la historiografía marxista en postdictadura. Por lo cual recibió el reconocimiento de historiadores como Alfredo Jocelyn-Holt, Luis Vitale, Gabriel Salazar y Julio Pinto.    
El sábado 1 de septiembre de 2001, producto de su adicción al cigarrillo, fue internado en la Posta Central de Santiago, para ser tratado por una insuficiencia pulmonar crónica. Mientras permanecía allí se suicidó, el jueves 5 de septiembre.
En su homenaje la Escuela de Historia y Ciencias Sociales de la Universidad ARCIS ha realizado los "Encuentros de Historiografía Luis Moulian", en su recuerdo y de la Nueva Historia Social en Chile, de la que se sentía parte.

## Publicaciones
- Herminda de la Victoria: aspectos históricos, Santiago de Chile [s.n.], 1990[3]
- La independencia de Chile. Balance historiográfico, Santiago de Chile, Factum ediciones, 1996 ISBN 956-764-70-11
- Gabriel Salazar: 6 asedios a la historia. La historia desde abajo, Santiago de Chile, Factum ediciones, 1999 ISBN 956-764-70-38
- Para recuperar la memoria histórica. Frei, Allende, Pinochet, Santiago de Chile, Ediciones Chile-América-CESOC, 1999 ISBN 956-211-077-X [en colaboración con Luis Vitale, Octavio Avendaño, Sandra Palestro, Verónica Salas, Luis Cruz y Gonzalo Piwonka][4]
- Eduardo Frei Montalva: Biografía de un estadista utópico, Santiago de Chile, Editorial Sudamericana, 2000 ISBN 956-262-099-9
- "Marx en la historiografía chilena".[5]